# Agentur für die Zusammenarbeit der Energieregulierungsbehörden
Die Agentur für die Zusammenarbeit der Energieregulierungsbehörden (ACER, englisch Agency for the Cooperation of Energy Regulators) ist eine dezentrale Agentur der Europäischen Union mit Sitz in Ljubljana (dt. Laibach), Slowenien. Die 2009 gegründete Behörde hat die Aufgabe, die europäischen Energiemärkte im Sinne von Transparenz und Stabilität zu überwachen und zu regulieren.

## Geschichte
Am 13. Juli 2009 erließen das Europäische Parlament und der Rat der EU die Verordnung Nr. 713/2009 (Gründungsverordnung). Darin sind auch Gründung und Rechtsstellung, Aufgaben, Organisation und ihre Finanzierung beschrieben. Im Dezember 2009 wurde Ljubljana als Sitz von ACER ausgewählt.
Im Mai 2010 wurde der Italiener Alberto Pototschnig zum ersten Direktor von ACER ernannt. Seine Amtszeit beträgt fünf Jahre. Pototschnig war zuvor Chairman des Beratungsunternehmens Mercados EMI.
Die Dienststelle von ACER wurde am 3. März 2011 von EU-Energiekommissar Günther Oettinger und Sloweniens Ministerpräsident Borut Pahor in Ljubljana eröffnet. Die Einrichtung von ACER ist Teil des dritten Energiepakets, das ebenfalls an diesem Tag in Kraft trat. Es enthält Vorschriften für ein ordnungsgemäßes Funktionieren der Energiemärkte, etwa zur Entflechtung der Netze und zur Stärkung der Unabhängigkeit und der Befugnisse der nationalen Regulierer.
Im Oktober 2011 erließen Europäisches Parlament und Europäischer Rat die Verordnung über die Integrität und Transparenz des Energiegroßhandelsmarkts (REMIT), mit deren Umsetzung ACER beauftragt ist. Die Verordnung trat am 29. Dezember 2011 in Kraft.
Im Rahmen einer Reihe von Neufassungen im Jahr 2019 wurde auch die Gründungsverordnung der ACER durch Verordnung (EU) 2019/942 neu aufgelegt.

## Aufgaben
Die Agentur hat folgende Aufgaben:
- Ergänzung und Koordination der Arbeit der nationalen Energieregulierungsbehörden (z. B. Bundesnetzagentur und E-Control),
- Mitwirkung bei der Erstellung europäischer Netzvorschriften,
- Treffen von verbindlichen Einzelentscheidungen zu den Bestimmungen für den Zugang zu grenzübergreifenden Infrastrukturen und deren Betriebssicherheit,
- Beratung der EU-Organe in Energiefragen und
- Überwachung der Entwicklungen auf den Energiemärkten und Berichterstattung darüber.